# Ausschuss für Betriebssicherheit
Der Ausschuss für Betriebssicherheit (ABS) berät das deutsche Bundesministerium für Arbeit und Soziales in Fragen des Arbeitsschutzes bei der Bereitstellung und Benutzung von Arbeitsmitteln und beim Betrieb überwachungsbedürftiger Anlagen.

## Aufgaben
Der ABS wird in § 21 Betriebssicherheitsverordnung (BetrSichV) mit dieser Umsetzung beauftragt.
Er bekam damit den Auftrag der Beratung in allen Fragen des Arbeitsschutzes für die Bereitstellung und Benutzung von Arbeitsmitteln und für den Betrieb überwachungsbedürftiger Anlagen und ist beim Bundesministerium für Wirtschaft und Arbeit (jetzt Bundesministerium für Arbeit und Soziales, BMAS) angesiedelt.
§ 21 (3) führt die näheren Aufgaben des Ausschusses auf:
- Ermittlung des Standes der Technik, Arbeitsmedizin und Hygiene für die Bereitstellung und Benutzung von Arbeitsmitteln und für den Betrieb überwachungsbedürftiger Anlagen und daraus entsprechende Regeln und sonstige gesicherte arbeitswissenschaftliche Erkenntnisse ermitteln

- Abstimmung der Arbeit im Bereich überwachungsbedürftiger Anlagen mit dem Technischen Ausschuss für Anlagensicherheit

- Ermittlung von Regeln um die gestellten Anforderungen der Verordnung zu erfüllen

- Beratung des zuständigen Ministeriums in Fragen der betrieblichen Sicherheit

## Zusammensetzung
Der Ausschuss besteht aus 21 Mitgliedern, die jeweils durch einen Stellvertreter
vertreten werden können. Die Mitglieder werden aus folgenden gesellschaftlichen
Gruppen ausgewählt:
- Öffentliche und private Arbeitgeber

- Gewerkschaften

- Länderbehörden

- Träger der gesetzlichen Unfallversicherung

- Zugelassenen Überwachungsstellen

- Hochschule und Wissenschaft

Die Geschäftsführung liegt bei der Bundesanstalt für Arbeitsschutz und Arbeitsmedizin.
Um die fachbezogene Arbeit zu verbessern wurden seitens des Gesetzgebers
Unterausschüsse vorgesehen.
Ein Koordinierungsgremium ist für die interne Abstimmung und Beteiligung
sowie die Abstimmung mit anderen Regelwerksetzern verantwortlich.

## Unterausschüsse
Der ASB gliedert sich im Zeitraum 2010 bis 2014 in 4 Unterausschüsse.
- Unterausschuss 1: Grundsatzfragen
- Unterausschuss 2: Schutzmaßnahmen bei elektrischen, mechanischen Gefährdungen oder gegen Absturz / Anlagen, Werkzeuge und Maschinen
- Unterausschuss 3: Schutzmaßnahmen im Bereich Anlagen- und Prozesstechnik, insbesondere bei Druck- und Explosionsgefährdungen sowie bei Aufzügen
- Unterausschuss 4: Schutzmaßnahmen bei Gefährdungen durch Lärm, Vibration, optische Strahlung oder elektromagnetische Felder